# Толбот, Стефани
Стефани Толбот (англ. Stephanie Talbot; род. 15 июня 1994 года, Кэтрин, штат Северная территория, Австралия) — австралийская профессиональная баскетболистка, выступает в женской национальной баскетбольной ассоциации за команду «Нью-Йорк Либерти». Она была выбрана на драфте ВНБА 2014 года в третьем раунде под тридцать третьим номером командой «Финикс Меркури». Играет на позиции тяжёлого форварда. Кроме этого защищает цвета команды женской национальной баскетбольной лиги «Аделаида Лайтнинг». В сезоне 2020 года была признана самым ценным игроком и лучшим игроком обороны женской НБЛ.
В составе национальной сборной Австралии стала бронзовым призёром Олимпийских игр 2024 года в Париже, также принимала участие на Олимпиаде 2016 года в Рио-де-Жанейро и 2020 года в Токио, и выиграла серебряные медали чемпионата мира 2018 года в Испании, бронзовые медали чемпионата мира 2022 года в Австралии, к тому же стала победительницей чемпионата Океании 2015 года в Австралии и Новой Зеландии, Игр Содружества 2018 года в Голд-Косте, а также стала бронзовым призёром чемпионата Азии 2019 года в Индии.

## Ранние годы
Стефани Толбот родилась 15 июня 1994 года в небольшом городке Кэтрин (штат Северная территория).